# Academia Nacional de Artes e Ciências Televisivas
A Academia Nacional de Artes e Ciências Televisivas (em inglês: National Academy of Television Arts & Sciences, NATAS)  é uma organização governamental estadunidense destinada a desenvolver as artes e ciências da televisão, e que oferece anualmente os prémios Emmy. Em final dos anos 1970, criou-se uma outra agência, a Academy of Television Arts & Sciences (ATAS), para separar os membros do lado Oeste com os do Leste dos EUA.
A  ATAS supervisiona os Prémios Emmy do Primetime e de Los Angeles, California, enquanto a NATAS cuida das outras honras do Emmy, incluindo os prémios de Daytime, Sports, News and Documentary e Public Services. Em 2007, a organização criou uma organização de membros da classe dedicada à Mídia, chamada de National Academy of Media Arts & Sciences (NAMAS).